# Marc Angelucci
Marc Etienne Angelucci (30 de marzo de 1968-11 de julio de 2020) fue un abogado estadounidense y vicepresidente de la National Coalition for Men (NCFM, «Coalición Nacional para Hombres»). Como abogado, representó varios casos relacionados con cuestiones de derechos de los hombres. Fue asesinado por un agresor desconocido en su casa el 11 de julio de 2020.

## Carrera
Angelucci dijo que se unió a la National Coalition for Men mientras estaba en la escuela de derecho después de que su amigo había sufrido violencia doméstica pero no había sido ingresado en un refugio para mujeres en 1997. Fue admitido en el Colegio de Abogados del Estado de California en 2000. Fundó el capítulo de Los Ángeles del NCFM en 2001.
En 2008, ganó el caso Woods v. Horton en un tribunal de apelaciones de California, que dictaminó que la Legislatura Estatal de California había excluido indebidamente a los hombres de los programas de protección de víctimas de violencia doméstica.
En 2013, Angelucci demandó al Sistema de Servicio Selectivo (Selective Service System), encargado de la conscripción militar en los Estados Unidos, en nombre del NCFM sobre la base de que no había razón para excluir a las mujeres del proyecto (National Coalition for Men v. Selective Service System). El juez federal Gray H. Miller dictaminó que la conscripción militar solo para hombres era inconstitucional en febrero de 2019, afirmando que «las restricciones históricas a las mujeres en el ejército pueden haber justificado la discriminación pasada», pero que la justificación ya no se aplica ya que las mujeres sirven en roles de combate también. Para julio de 2020, el caso se encontraba en la Corte de Apelaciones de los Estados Unidos para el Quinto Circuito sin una decisión final aún.
Angelucci apareció en el documental de 2016 The Red Pill, que detalla el movimiento por los derechos de los hombres.

## Asesinato
Angelucci recibió un disparo mortal en la puerta de su casa en Cedarpines Park, California, el 11 de julio de 2020. Un hombre tocó el timbre y, cuando alguien de la casa abrió la puerta, el agresor desconocido dijo que había un paquete de entrega para Angelucci. Después de que llegó a la puerta para firmar, recibió un disparo y el tirador se alejó rápidamente en un automóvil. Angelucci fue declarado muerto en la escena después de que llegaron los paramédicos.
El FBI está investigando el asesinato y los posibles vínculos del mismo con el tiroteo del hijo y esposo de la jueza de distrito Esther Salas en Nueva Jersey, que ocurrió ocho días después. En ambos ataques, el asesino se hizo pasar por un repartidor de paquetes. La policía ha nombrado a Roy Den Hollander como sospechoso en el ataque de Salas. Según el presidente de la NCFM, Harry Crouch, Den Hollander fue expulsado de la organización después de que se enfureció porque no fue nombrado coconsejero en la demanda contra el Sistema de Servicio Selectivo. Documentos que mencionan a Angelucci se encontraron en el automóvil donde Den Hollander se había suicidado.